# Шапшаев, Иван Леонтьевич
Иван Леонтьевич Шапшаев (1910, Новоспасск, Амурская область — 2 октября 1967, Калинин) — командир 19-го гвардейского стрелкового полка 8-й гвардейской Режицкой ордена Ленина Краснознаменной имени И. В. Панфилова стрелковой дивизии 10-й гвардейской армии 2-го Прибалтийского фронта, гвардии подполковник. Герой Советского Союза.

## Биография
Родился в 1910 году в селе Новоспасск (ныне — в Архаринском районе Амурской области). Член ВКП(б)/КПСС с 1938 года. Окончил неполную среднюю школу. Работал шахтёром в Буреинском угольном бассейне, на строительстве Турксиба.
В 1933 году призван в ряды Красной Армии. В 1935 году демобилизовался. Вторично призван в июле 1941 года. В боях Великой Отечественной войны с июля 1941 года. Воевал на Северо-Западном, 2-м Прибалтийском фронтах.
Командир 19-го гвардейского стрелкового полка гвардии подполковник И. Л. Шапшаев отличился во время освобождения Прибалтики: его полк, прорвав оборону противника, принимал участие в освобождении Риги, а затем в разгроме курляндской группировки врага. При отражении вражеских контратак 26-28 марта 1945 года был ранен, но продолжал управлять боевыми действиями полка.
Указом Президиума Верховного Совета СССР от 15 мая 1946 года за образцовое командование полком в боях за освобождение Прибалтики и проявленные при этом личное мужество и героизм гвардии подполковнику Шапшаеву Ивану Леонтьевичу присвоено звание Героя Советского Союза с вручением ордена Ленина и медали «Золотая Звезда».
После окончания Великой Отечественной войны И. Л. Шапшаев — в отставке. Жил и работал в Алма-Ате, затем в Калинине (ныне Тверь). Скончался 2 октября 1967 года.
Награждён орденом Ленина, тремя орденами Красного Знамени, орденами Отечественной войны 1-й степени, Красной Звезды, медалями.